# Christian Hofer (Biathlet)
Christian Hofer (* 6. März 1979) ist ein früherer italienischer Biathlet.
Christian Hofer betritt seine erste internationale Meisterschaft bei den Biathlon-Juniorenweltmeisterschaften 1998 in Jericho, wo er einzig im Einzel zum Einsatz kam und 37. wurde. Ein Jahr später belegte er in Pokljuka die Plätze 24 im Einzel, 28 im Sprint, 17 in der Verfolgung und verpasste unter anderem mit Yuri Bradanini als Viertplatzierter im Staffelwettkampf knapp eine Medaille. Nächstes Großereignis wurden die Biathlon-Europameisterschaften 2002 in Kontiolahti. Hofer wurde sowohl in Sprint als auch in der Verfolgung 46. und mit Theo Senoner, Sergio Bonaldi und Enrico Tach Staffel-Elfter. Seine ersten Europacup-Punkte gewann der Italiener 2002 als 17. eines Einzels in Obertilliach. Nach einigen weiteren guten Resultaten im Europacup wurde Hofer 2004 in den Biathlon-Weltcup berufen, wo er in Ruhpolding 92. eines Sprints und in Antholz 93. eines Einzels wurde. Es blieben die einzigen Einsätze in der höchsten Rennserie. Im Europacup erreichte er in Gurnigel 2005 mehrere Platzierungen unter den besten Zehn. In Martell konnte er hinter Paolo Longo und Sergio Bonaldi 2006 in einem Sprint als Zweitplatzierter erstmals auf das Podium laufen. Im folgenden Verfolger konnte er sich hinter Tanguy Roche auf den zweiten Rang verbessern. Es folgte die Teilnahme an den Biathlon-Europameisterschaften 2006 in Langdorf, wo Hofer 42. des Einzels und mit Markus Windisch, Stefan Zingerle und Mattia Cola als Startläufer mit der Staffel Elfter wurde. Nach der Saison beendete er seine Karriere.

## Biathlon-Weltcup-Platzierungen
Die Tabelle zeigt alle Platzierungen (je nach Austragungsjahr einschließlich Olympische Spiele und Weltmeisterschaften).
- 1.–3. Platz: Anzahl der Podiumsplatzierungen
- Top 10: Anzahl der Platzierungen unter den ersten zehn (einschließlich Podium)
- Punkteränge: Anzahl der Platzierungen innerhalb der Punkteränge (einschließlich Podium und Top 10)
- Starts: Anzahl gelaufener Rennen in der jeweiligen Disziplin

| Platzierung         | Einzel | Sprint | Verfolgung | Massenstart | Staffel | Gesamt |
| ------------------- | ------ | ------ | ---------- | ----------- | ------- | ------ |
| 1. Platz            |        |        |            |             |         |        |
| 2. Platz            |        |        |            |             |         |        |
| 3. Platz            |        |        |            |             |         |        |
| Top 10              |        |        |            |             |         |        |
| Punkteränge         |        |        |            |             |         |        |
| Starts              | 1      | 1      |            |             |         | 2      |
| Stand: Karriereende |        |        |            |             |         |        |